# Reino de Champá

O sudeste da Ásia por volta de 1100, com as áreas aproximadas do Reino do Dai Viet (Vietnã), do Reino de Champá e o Império Quemer

O Reino de Champá foi um estado hinduísta situado no leste da Indochina, entre o delta do rio Mecom, a sul, e as "portas de Hue", a norte. Seu território correspondia, em grande medida, ao atual Aname.

## História
O reino de Champá foi habitado pela etnia dos Cham, povo de origem malaio–polinésio, embora a aristocracia fundadora do estado tenha vindo do leste do subcontinente indiano (uma teoria considera que o nome Champá provém de um setor da antiga Bengala no atual Biar e daí a principal cidade se chamar Shampāpuri).
O reino de Champá nunca chegou a ser um estado centralizado, mas uma espécie de confederação de, segundo as épocas, três ou quatro principados ou territórios com um monarca comum. Os principados eram:
- Amarāvatī, no sector norte, com capital em Indrapura, uma das capitais de Champá.
- Vijaya, nol centro do reino, com capital na cidade homónima, que veio a ser capital de Champá até ao ano 1000, e corresponde a Cha Ban na província vietnamita de Bình Ðịnh.
- Kauthara: Este principado tinha por capital a cidade epónima (actual Nha Trang na província de Khánh Hòa).
- Pānduranga (Panran em idioma sham e Phan Rang em vietnamita), cuja capital era Virapura, cidade que também recebeu o nome de Rajapura (cidade do rei).

## Lista de monarcas de Champá
Dinastia de Pānduranga
- Até 757: Pritivindavarmã
- " 774: Satiavarmã
- " 793: Indravarmã
- " 801: Harivarmã
- " 820–869: Vicrantavarmã III

Dinastia Brigu
- Até 877: Indravarmã II
- " 896–905: Jaiasimavarmã
- 905–910: Badoraram II
- 911–971: Indravarmã III
- 989–?: Vijaia Seri Harivarmã II
- Até 989: Iampucu Vijaia Seri

Dinastia do Sul
- 1041–1059: Jaiasimavarmã II
- 1059–¿1060?: Badravarmã III
- Até 1060: Rudravarmã
- " 1081: Jaia Indravarmã IV
- ?–1086: Paramabodisatva
- 1086–1139: Jaia Indravarmã V
- 1139–1147: Jaia Indravarmã VI
- 1147–1163: Jaia Harivarmã VI
- 1163–?: Jaia Indravarmã VII
- ? –1190: Jaia Indravarmã VIII
- 1226–: Jaia Paramasvaravarmã IV
- ? –1237: Jaia Indravarmã X
- 1226– ?: Indravarmã IX
- ? – 1307: Jaiasimavarmã IV
- ?– 1308: Maebedravarmã
- 1342–1360: Bo–dê
- 1360–1390: She Bong–ngo
- 1441–[1446]: Bixai

O reino de Champá dominou a área do atual Vietnã por mais de doze séculos.